# Головацький Андрій Степанович
Андрі́й Степа́нович Голова́цький  (21 листопада 1936) — український вчений у галузі анатомії людини та гістології, доктор медичних наук (1989), професор Ужгородського національного університету, заслужений працівник освіти України (2006).

## Біографія
Народився 21 листопада 1936 року в селищі Брошнів-Осада Станиславівського воєводства, Польща (сучасна Івано-Франківська область, Рожнятівський район).
1950 року після закінчення 7-го класу Брошнівської середньої школи потрапив разом з батьками-спецпереселенцями спочатку в Хабаровський край, РСФСР біля Комсомольська-на-Амурі, потім у Читу (Забайкалля). Закінчив Читинську середню школу № 3 (1954) і Читинський медичний інститут (1961, сучасна Читинська державна медична академія).
Після хрущовської відлиги повернувся на батьківщину, родина була реабілітована. Працював лікарем, а потім головним лікарем Делятинського протитуберкульозного диспансеру в гірському Яремчанському районі Івано-Франківської області УРСР. До його обов'язків входила організація лікування хворих на туберкульоз у гірській місцевості та здійснення протитуберкульозної вакцинації населення в районі, розпочатої в той час. Під його керівництвом диспансер розбудувався, кількість ліжок зросла з 25 до 55.
1966 року вступив до очної аспірантури на кафедрі гістології Івано-Франківського медичного інституту. Після її закінчення у вересні 1969 року, за рекомендацією члена-кореспондента Академії наук України Коріня Товстюка, відряджений на викладацьку роботу на кафедру біофізики Ужгородського державного університету. 1970 року захистив кандидатську дисертацію на тему «Вивчення клініко-лабораторного значення біофізичного дослідження формених елементів периферійної крові у хворих на туберкульоз легень». З 1974 року — доцент з курсу біофізики.
1980 року став завідувачем кафедри анатомії людини медичного факультету Ужгородського державного університету. Під його керівництвом колектив кафедри розгорнув наукову роботу з імуноморфології — досліджує структурну організацію лімфоїдних органів та судинного русла в процесі розвитку організму в умовах норми та патології, за дії на організм антигенів та фізичних факторів. У цей період налагодив наукові контакти, зокрема з кафедрою анатомії людини Першого Московського медичного інституту, яку очолює академік Російської академії медичних наук Михайло Сапін, та кафедрою гістології московського Університету дружби народів, якою завідувала професор Н. О. Юріна, що стали науковими керівниками А. Головацького. За їх рекомендацією працював над докторською дисертацією «Системний аналіз морфофункціональних особливостей лімфатичних вузлів, лімфоцитів лімфи і крові в нормі та при антигенній дії». 1989 року захистив її в Університеті дружби народів.
Є головою редколегії фахового журналу «Науковий вісник Ужгородського університету», серія «Медицина», членом редакційної ради фахових наукових журналів «Вісник морфології» і «Клінічна анатомія та оперативна хірургія», входить до складу президії Наукового товариства анатомів, гістологів, ембріологів і топографоанатомів України і є головою Закарпатського обласного відділення цього товариства.

## Праці
Опублікував понад 170 наукових праць. Автором двох патентів, фундаментального підручника «Анатомія людини» у трьох томах (Вінниця: Нова книга, 2006; 2007; 2009), співавтором третього тому підручника «Анатомія людини» (Луганськ: Шико, 2008), співавтором навчального посібника «Анатомія людини у запитаннях і відповідях» (Тернопіль: Медична книга, 2004), які рекомендовано Міністерством охорони здоров'я України для студентів вищих медичних навчальних закладів. Написав для студентів-медиків п'ять методичних посібників: «Функціональна анатомія лімфатичної системи», «Функціональна анатомія проекційних провідних шляхів центральної нервової системи і черепних нервів у схемах», «Альбом-посібник з гістології» у двох томах, «Функціональна анатомія з'єднань кісток» та 20 методичних рекомендацій. Під керівництвом професора А. Головацького успішно захистили кандидатські дисертації десять його учнів.
- Головацький А. С., Черкасов В. Г., Сапін М. Р., Парахін А. І. Анатомія людини: у 3 т. — Вінниця: Нова книга, 2011.
- Головацький А. С., Черкасов В. Г., Сапін М. Р., Парахін А. І. Анатомія людини: у 3 т. (видання 3-е) — Вінниця: Нова книга, 2015.
- Список праць [Архівовано 5 травня 2016 у Wayback Machine.]

## Нагороди
- 1996 — академік Академії наук УРСР.
- 2005 — заслужений професор Ужгородського національного університету (рішенням Вченої ради Ужгородського національного університету);
- 2006 — заслужений працівник освіти України (указом президента України Віктора Ющенка за досягнення в науковій та педагогічній роботі).